# Góry Południowoczujskie
Góry Południowoczujskie (ros.: Южно-Чуйский хребет, Jużno-Czujskij chriebiet) – pasmo górskie w środkowej części Ałtaju, na terytorium Rosji, stanowiące dział wodny między dorzeczami Czui i Argutu. Rozciąga się na długości ok. 120 km, najwyższy szczyt, Irbistu, osiąga 3960 m n.p.m. Występują lodowce dolinne. W niższych partiach przeważa krajobraz stepowy, w partiach wyższych znajdują się łąki, rumowiska skalne i rośliny charakterystyczne dla tundry górskiej. Lasy występują głównie na zboczach północnych oraz w dolinach rzek.